# Atelognathus grandisonae
Atelognathus grandisonae är en groddjursart som först beskrevs av Lynch 1975.  Atelognathus grandisonae ingår i släktet Atelognathus och familjen Ceratophryidae. IUCN kategoriserar arten globalt som otillräckligt studerad. Inga underarter finns listade.